# Vincent-Jean de Bellingant
Vincent-Jean de Bellingant (ou Belingant), comte de Bellingant, seigneur de Crenan, né le 17 juin 1700 à Lannilis et mort le 4 août 1775 à Lannion, est un officier de marine et aristocrate du XVIIIe siècle. Il sert pendant la guerre de Sept Ans. Commandant de vaisseaux, il termine sa carrière avec le rang de chef d'escadre des armées navales. Il est également chevalier de l’ordre royal et militaire de Saint-Louis.

## Biographie
Vincent-Jean de Bellingant s'engage comme garde-marine le 18 octobre 1718. Il devient lieutenant le 1er avril 1738, puis capitaine le 1er avril 1748. Il accède au rand de chef d'escadre le 16 septembre 1764.
Commandant du Northumberland, il participe le 20 novembre 1759 à la bataille des Cardinaux. Lorsque l'amiral de Conflans vire de bord pour secourir son arrière-garde à bord du Soleil Royal, son vaisseau-amiral, le Northumberland est le deuxième navire à imiter la manœuvre de son chef. Durant la nuit qui suit la bataille, le Northumberland fait voile avec huit autres vaisseaux (dont le Tonnant du prince de Bauffremont) pour la Charente et Rochefort.
Après avoir mouillé à l'île-d'Aix, ils remontent vite la Charente pour échapper aux Britanniques, non sans s'être fortement allégés. En effet, Keppel et sa division bloquent bientôt la rivière. Ce blocus dure jusqu'au traité de Paris en février 1763.
Il épouse Marie-Anne-Jaquette de La Haye ; le couple a deux enfants, Jean-Marie-Louis de Bellingant et Jeanne-Françoise de Bellingant.